# Dos Dies de Trial Illa d'Eivissa
Els Dos Dies de Trial Illa d'Eivissa, coneguts també com els Dos Dies d'Eivissa, són una competició de trial internacional que es disputa anualment pels voltants de la població de Sant Antoni de Portmany, a l'Illa d'Eivissa. La prova, organitzada pel Motoclub de Formentera i Eivissa (MFE), es disputa des de 1979 i és una de les competicions de trial de mitjana durada més antigues de les vigents en l'actualitat (sense considerar els Dos Dies de Trial de Man, que se celebren des del 1955).

## Característiques

Situació de Sant Antoni de Portmany a l'illa d'Eivissa

Els Dos Dies es disputen tradicionalment durant el primer cap de setmana de desembre (coincidint amb el pont de la puríssima), un cop acabada la temporada de competició internacional. El centre neuràlgic de la prova se situa al Passeig de Ses Fonts, a primera línia del port de Sant Antoni de Portmany, on s'instal·la la direcció de la cursa, el podi de sortida i arribada, el parc tancat per als pilots i tota la infraestructura externa com ara bar, zona d'expositors, zona de lleure per als acompanyants i seguidors, etc. Un cop iniciada la competició, els participants enfilen el Passeig de Ses Fonts i tiren cap a indrets ben coneguts del municipi, com ara Santa Agnès de Corona, Can Coix i Cala Salada.
La prova s'ha consolidat com una de les més importants del calendari internacional, amb inscripcions que superen habitualment els 100 pilots, molts d'ells de renom internacional. A banda dels molts pilots dels Països Catalans participants (a més dels provinents de les Illes Balears n'hi venen molts del Principat, País Valencià i Andorra), hi abunden els francesos, alemanys i anglesos. Els Dos Dies han contribuït a consolidar Sant Antoni com a destí turístic esportiu, ja que sovint molts participants i acompanyants aprofiten per a quedar-s'hi uns dies i fer unes petites vacances (prop de 200 persones arriben al municipi amb motiu de l'esdeveniment).
Pel que fa a l'aspecte esportiu, el trial és obert a cinc nivells de participants en funció del seu pilotatge (similars als de les pistes d'esquí alpí: groc, verd i blau per als més novells, vermell per als mitjans i negre per als experts), als quals s'adapta el grau de dificultat de les zones tot variant-ne el traçat. Al final de la prova hi ha cinc classificacions finals, una per a cada nivell.

### Recorregut inter-zona
Actualment, el recorregut típic és d'uns 40 km diaris (tots dins el terme municipal de Sant Antoni de Portmany) i discorre des de la vora del mar fins a zones boscoses de l'interior. Al llarg d'aquest trajecte s'hi marquen 25 zones de penalització, les quals es van superant durant tota la jornada, amb una aturada al migdia per tal de menjar i agafar forces.
Cal dir que des de la primera edició fins al 2005 l'esdeveniment s'havia centralitzat sempre a la vila d'Eivissa. Fou d'ençà del 2006 que el centre neuràlgic es traslladà a Sant Antoni a fi d'agilitzar la tramitació de permisos, ja que quan se sortia d'Eivissa calia travessar diversos municipis, mentre que a Sant Antoni el trial transcorre íntegrament pel terme municipal d'aquesta població.

### Recorreguts històrics

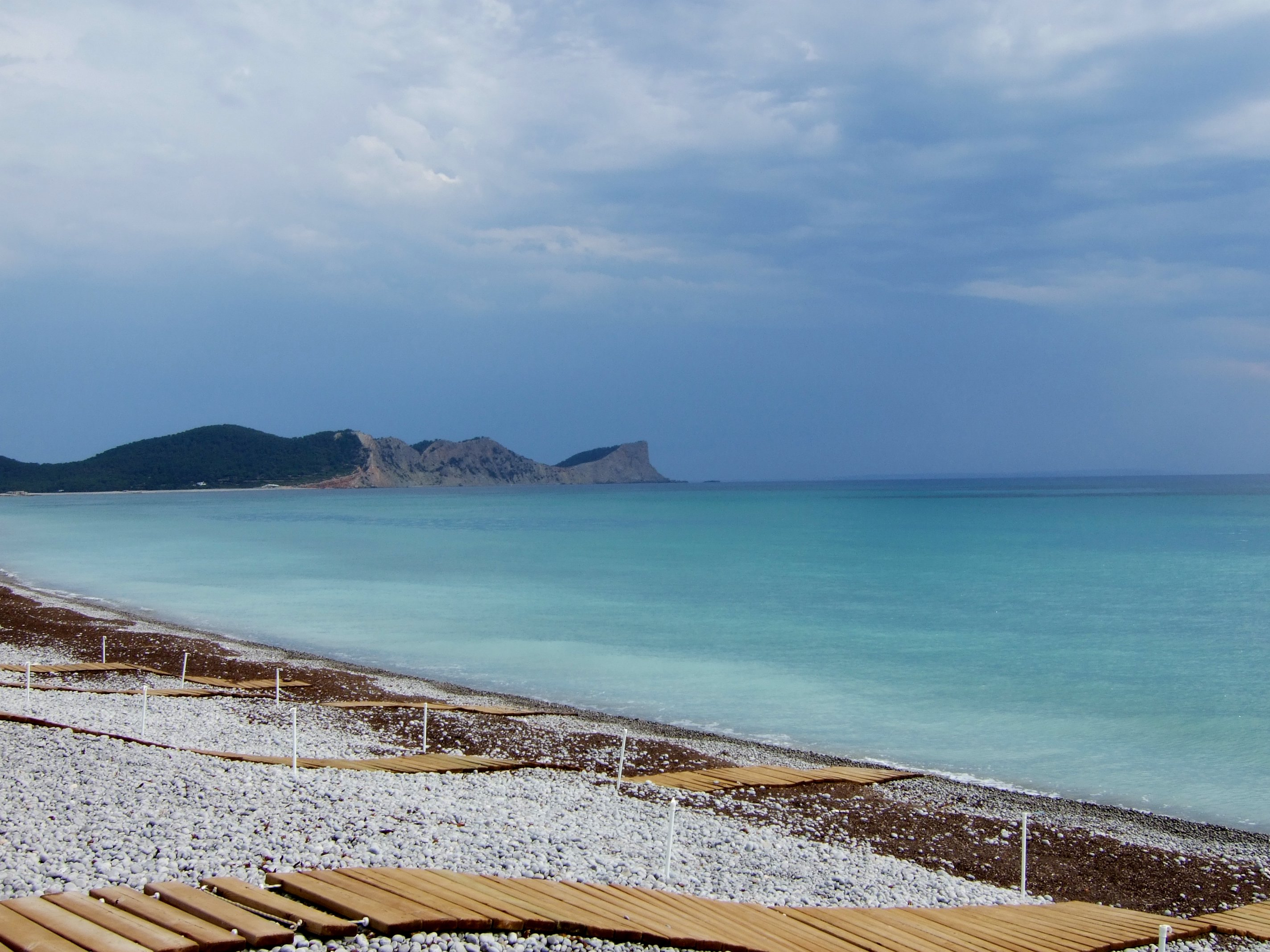
La platja des Codolar, per on passava la prova inicialment

Durant les primeres edicions, el centre neuràlgic de la prova era l'aparcament de la famosa discoteca Glory's d'Eivissa, propietat del primer impulsor de la prova Xicu Bufí. Aleshores, el recorregut típic era d'uns 50 km diaris amb 25 zones de penalització, idèntic per a tots dos dies. D'ençà de la tercera edició el recorregut començà a passar per la costa, tot recorrent la Pedrera d'en Canyes fins a Es Codolar, la platja des Cavallet i la Torre de ses Portes, amb diverses zones al costat del Mar de les Pitiüses de gran bellesa.
El recorregut començà a varir entre el primer i el segon dia d'ençà de l'edició del 1983: el primer dia s'acostà per primera vegada a Santa Eulària des Riu tot sortint de la discoteca Glory's direcció Pedrera d'en Canyes i passant per la platja de s'Estanyol, cala Espart i cala Llonga fins al Pont Vell de Santa Eulària, acabant al passeig d'aquesta població. El segon dia es retornà el recorregut clàssic des Codolar, Ses Salines i es Cavallet.
D'ençà de 2001, amb la recuperació de la prova després d'uns quants anys de no convocar-se, el centre es fixà al recinte firal d'Eivissa, prop de la discoteca Glory's, i el recorregut seguí essent molt similar als primers: Pedrera d'en Canyes, la Granada, torrent del Segon Pont, Bultó, etc. El 2003, el parc tancat es muntà al centre d'Eivissa, amb un envelat per a guardar les motos al passeig de la Vara del Rei. Per primer cop el recorregut s'adreçava a la vora del mar només començar, amb algunes zones davant la discoteca El Divino i a l'Illa Grossa (prop del far Botafoc, a es Sot), tot enfilant el torrent del Club de Camp després de passar per la platja d'en Bossa, un trajecte de gran bellesa paisatgística.
L'edició del 2005, la darrera amb centre a Eivissa, tingué el centre d'operacions al Parc Reina Sofia i alterà zones de tona mena (terra, roca, fang, etc.) enmig d'un bonic recorregut, una part del qual passava pel bell mig del barri antic de la vila.

### Les zones

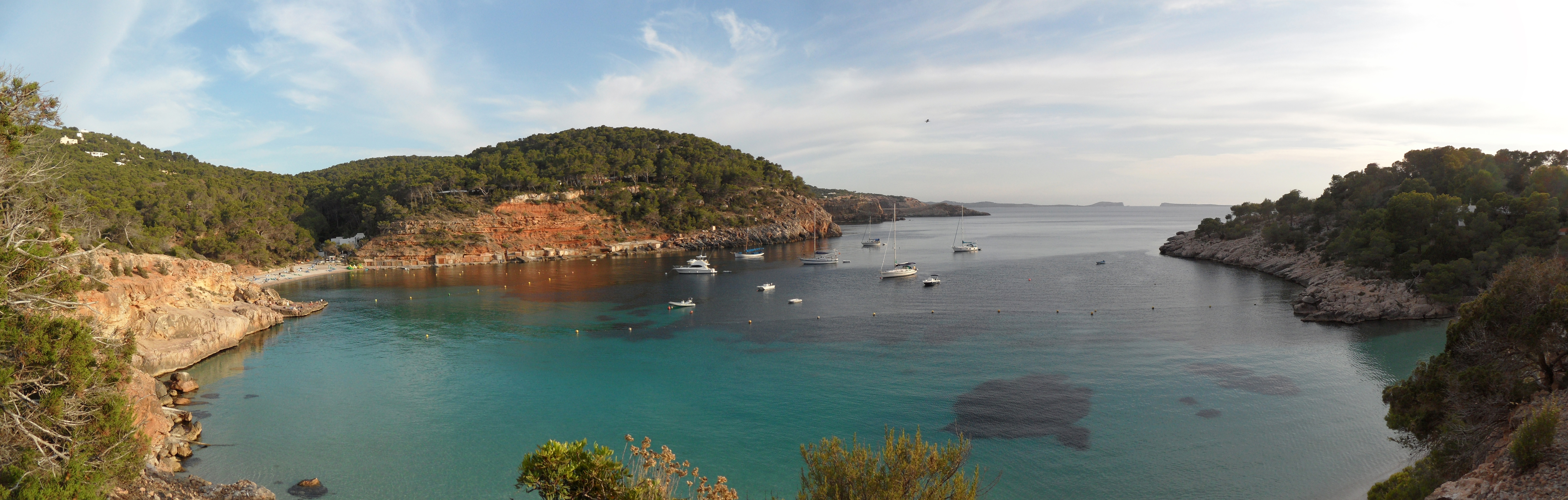
Panoràmica de la Cala Salada, indret on es munten diverses zones

Normalment es marquen al voltant de 25 zones non-stop, d'entre les quals alguna de tipus indoor situada al centre urbà de Sant Antoni de Portmany, per tal d'acostar el trial al públic. La resta de zones estan repartides pels voltants del municipi, amb gran diversitat de terreny: n'hi ha moltes de roca, aprofitant els roquissars que hi ha a diverses cales i platges de la localitat, amb la qual cosa aquesta prova té un marcat caràcter marítim. D'altres se situen a l'interior, en zones boscoses, i acostumen a ser fortes rampes de terra amb pedres i arrels, o grans roques que cal superar.

## Història

### Els inicis (1979 - 1985)
A mitjan dècada de 1970, un grup de joves aficionats al trial eivissencs encapçalats per Francesc "Xicu" Bufí Palau (aleshores president del Motoclub Illa d'Eivissa), decidiren de participar en els Tres Dies dels Cingles de Trial, una prova de mitjana durada instaurada el 1973. L'experiència els agradà i hi seguiren participant any rere any, fins que Xicu Bufí decidí d'organitzar a Eivissa una prova com aquella, amb la intenció que fos una mena de cloenda de la temporada anual de trial. Dotat de gran empenta i capacitat de lideratge, Bufí aconseguí d'involucrar-hi el Consell insular, els ajuntaments de diversos municipis, diverses entitats i uns quants empresaris patrocinadors. Finalment, després d'una important tasca preparatòria, el 8 de desembre de 1979 naixien els Dos Dies d'Eivissa.
L'èxit de la prova fou gran des del primer moment i l'esdeveniment es consolidà com a cita clau del calendari, essent esperada amb deler per molts eivissencs. Un dels artífexs d'aquest èxit fou Ricard Pinet, director de la cursa des de la primera edició fins a la del 2009 (es va morir el 30 d'agost de 2010). Pinet acudí a Eivissa cridat per Xicu Bufí, qui l'havia conegut als Cingles on Ricard Pinet feia també de director. A banda de la seva llarga experiència en el món del trial, els seus contactes amb pilots de primera línia facilitaren que hi hagués sempre inscripcions de luxe. També contribuí a aconseguir que la prova fos puntuable per al Campionat d'Espanya de trial els anys 1986 i 1987.
En ser Xicu Bufí el propietari de la discoteca Glory's (una de les més famoses de la ciutat d'Eivissa), les primeres edicions de la prova hi tenien el seu centre neuràlgic. Un cop acabats els Dos Dies, després del tradicional sopar amb les autoritats illenques i el lliurament de premis s'empalmava amb una nit de festa a la discoteca amb tots els participants, membres de l'organització i seguidors.
Després d'unes primeres edicions, l'any 1984 no es convocà la prova. El 1985 tornà, però en un format no competitiu, com a simple trobada d'aficionats. En aquella ocasió el primer dia, el 17 de març, es va organitzar un recorregut per l'illa de Formentera, on es muntà una mena de competició improvisada que fou guanyada per Joaquim Abad. L'endemà es va fer un curset de trial a la Pedrera d'en Canyes d'Eivissa i el dia 19, a més, s'organitzà una prova puntuable per al campionat balear i un trial indoor al camp de futbol Sant Josep que fou guanyat per Xavier Miquel, per davant de Manuel Soler.

### Consolidació (1986 - 1987)
Durant les edicions de 1986 i 1987, el primer dels dos dies era puntuable per al Campionat estatal (n'era la darrera prova) i aplegaren gran quantitat de participants, vora 150. El 1986, a més, s'hi apuntaren pilots internacionals com ara Gilles Burgat i Philippe Berlatier. La festa començava el dia abans de la cursa amb una recepció festiva als pilots al port de Dénia, Marina Alta. Un cop arribats a Eivissa se'ls hi feia una recepció oficial a l'ajuntament de Sant Antoni de Portmany i després al d'Eivissa. El centre neuràlgic passà llavors al passeig marítim d'Eivissa, al costat del Casino de la ciutat (esdevingut el principal patrocinador de la prova).
Després d'aquestes edicions, els Dos Dies es varen deixar d'organitzar durant un llarg període, fins que Xicu Ramon "Brava" i Xicu Vallespir, membres del Motoclub de Formentera i Eivissa (creat el febrer de 1998), decidiren tornar a tirar endavant la prova.

### Segona etapa (2001 - Actualitat)

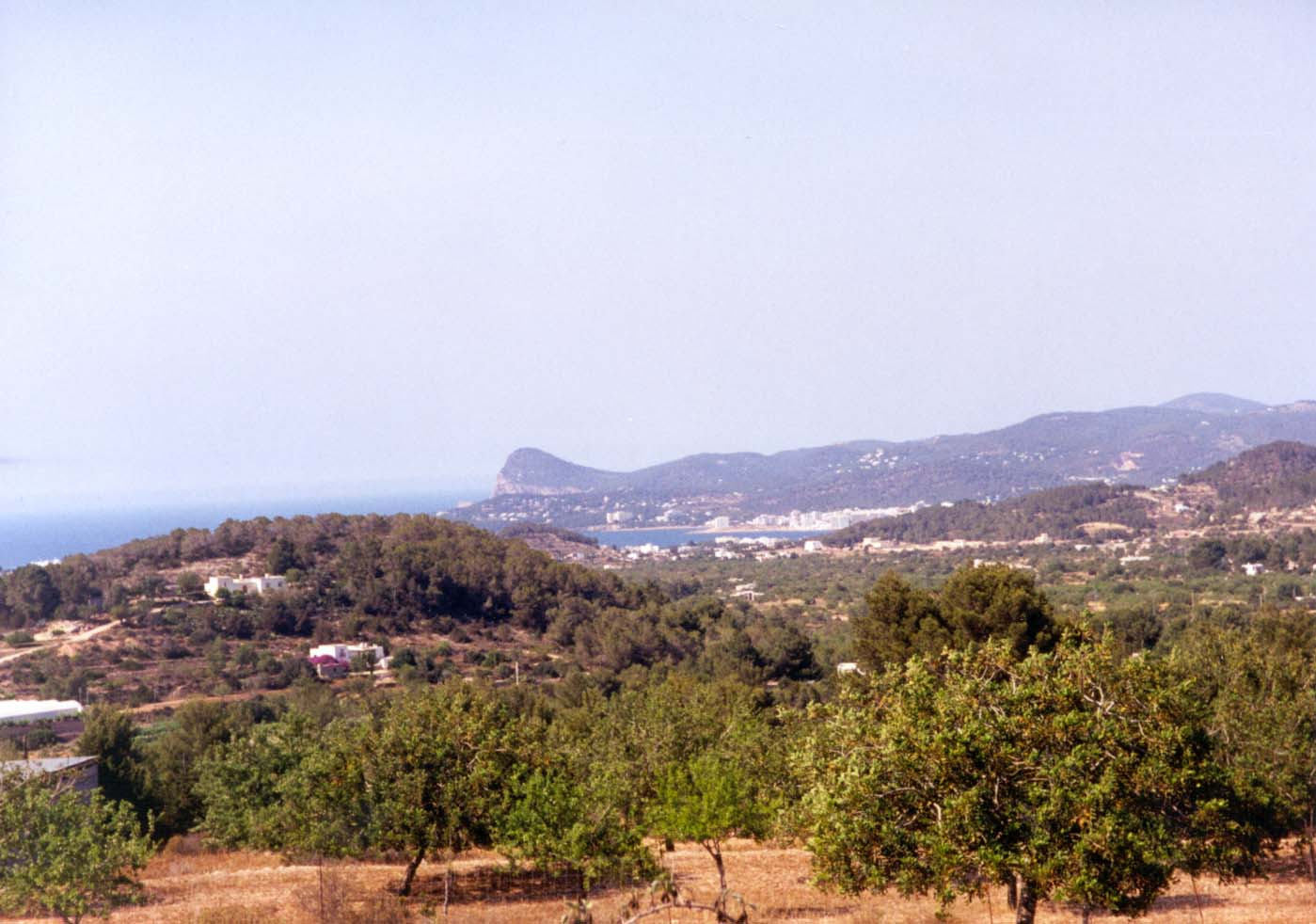
Panoràmica de Sant Antoni de Portmany des dels afores

Un cop decidits a endegar de nou l'organització de l'esdeveniment, els impulsors del MFE tornaren a contactar amb Ricard Pinet i entre tots enllestiren el projecte. Finalment, l'octubre del 2001 se celebrà l'edició de represa, amb la participació, però, de pocs pilots de nivell a causa dels molts anys d'aturada. L'any següent ja hi anaren pilots destacats com ara Jordi Pascuet i Josep Manzano, i a partir d'aleshores l'assistència ha anat augmentat en quantitat i en qualitat.
El 2004, el protagonista de la prova fou la meteorologia, ja que uns forts aiguats dificultaren molt el recorregut i convertiren moltes zones en fangars impracticables, tret d'algunes que, en ser de roca, mantenien una bona adherència. A més, el fort temporal impedí salpar el vaixell de Dénia que havia de transportar nombrosos participants en l'illa.
El 2010 es dedicà l'edició al recentment mort Ricard Pinet. Amb vora 100 inscrits, la mala sort feu coincidir la prova amb la vaga de controladors aeris i els pilots tingueren seriosos problemes per arribar a l'illa. Finalment, després de moltes combinacions, més de 70 ho aconseguiren i el trial es pogué disputar amb normalitat. El 2011 ja tornà la normalitat, amb més de 100 pilots i forta representació estrangera.

## Palmarès
A 30 de desembre de 2024
| Edició                    | Any  | Data         | Centre       | Guanyador         | Guanyador    | Segon              | Segon        | Tercer               | Tercer       | Ref.          |
| I                         | 1979 | 8-9 des.     | Eivissa      | Pere Ollé         | Montesa      | Josep Jo           | Montesa      | ?                    | ?            | [ 23 ]        |
| II                        | 1980 | 7-8 des.     | Eivissa      | Toni Gorgot       | OSSA         | Manuel Soler       | Montesa      | Joaquim Abad         | OSSA         | [ 25 ]        |
| III                       | 1981 | 6-7 des.     | Eivissa      | Toni Gorgot       | OSSA         | Boni Geebelen      | Fantic       | Xavier Miquel        | Fantic       | [ 26 ]        |
| IV                        | 1982 | 5-6 des.     | Eivissa      | Gabino Renales    | Merlin       | Manuel Soler       | Montesa      | Joaquim Abad         | OSSA         | [ 27 ]        |
| V                         | 1983 | 10-11 des.   | Eivissa      | Lluís Gallach     | Montesa      | Boni Geebelen      | SWM          | Gabino Renales       |              | [ 28 ]        |
| 1984: No disputats        |      |              |              |                   |              |                    |              |                      |              |               |
| VI                        | 1985 | 17-18 març   | Eivissa      | Joaquim Abad      | OSSA?        | Xavier Miquel      | Fantic?      | Jaume Roig           | Bultaco?     | [ 29 ]        |
| VII                       | 1986 | 18-19 des.   | Eivissa      | Jordi Tarrés      | Beta         | Gabino Renales     | Gas Gas      | Lluís Gallach        | Montesa      | [ 30 ]        |
| VIII                      | 1987 | 17-18 oct.   | Eivissa      | Jordi Tarrés      | Beta         | Philippe Berlatier | Montesa      | Lluís Gallach        | Mecatecno    | [ 31 ]        |
| 1988 - 2000: No disputats |      |              |              |                   |              |                    |              |                      |              |               |
| IX                        | 2001 | mitjan oct.  | Eivissa      | Toni Salas        | ?            | Joan Vicent Tur    | ?            | ?                    | ?            | [ 32 ]        |
| X                         | 2002 | ?            | Eivissa      | Jordi Pascuet     | Gas Gas      | Josep Manzano      | Beta         | Diego Garrido        | ?            | [ 33 ]        |
| XI                        | 2003 | 8-9 nov.     | Eivissa      | Jordi Pascuet     | Gas Gas      | Josep Manzano      | Beta         | Josep Maria Juan     | Sherco       | [ 34 ]        |
| XII                       | 2004 | 5-6 des.     | Eivissa      | Jordi Pascuet     | Gas Gas      | Josep Maria Juan   | Sherco       | Banny Rivière        | Sherco       | [ 35 ]        |
| XIII                      | 2005 | 4-5 des.     | Eivissa      | Jordi Pascuet     | Gas Gas      | Marcel Justribó    | Gas Gas      | Sergio Puyo          | Gas Gas      | [ 36 ]        |
| XIV                       | 2006 | 8-9 des.     | Sant Antoni  | Jordi Pascuet     | Gas Gas      | Marcel Justribó    | Montesa      | Jordi Tarrés         | Gas Gas      | [ 37 ]        |
| XV                        | 2007 | 7-8 des.     | Sant Antoni  | Jordi Pascuet     | Beta         | Marcel Justribó    | Beta         | Ivan Peydró          | Gas Gas      | [ 38 ]        |
| XVI                       | 2008 | 6-7 des.     | Sant Antoni  | Marcel Justribó   | Beta         | Pere Borrellas     | Gas Gas      | Marc Horrach         | Gas Gas      | [ 39 ]        |
| XVII                      | 2009 | 6-7 des.     | Sant Antoni  | Jordi Pascuet     | Gas Gas      | Marcel Justribó    | Gas Gas      | Marc Horrach         | Gas Gas      | [ 40 ]        |
| XVIII                     | 2010 | 5-6 des.     | Sant Antoni  | Pere Borrellas    | Gas Gas      | Marcel Justribó    | Gas Gas      | Josep Manzano        | Gas Gas      | [ 41 ]        |
| XIX                       | 2011 | 4-5 des.     | Sant Antoni  | Benoit Dagnicourt | Beta         | Joan Pons          | Sherco       | Marcel Justribó      | Gas Gas      | [ 42 ]        |
| XX                        | 2012 | 8-9 des.     | Sant Antoni  | Benoit Dagnicourt | Beta         | Jack Sheppard      | Beta         | James R. Duxbury     | JTG          | [ 43 ]        |
| XXI                       | 2013 | 6-7 des.     | Sant Antoni  | Marcel Justribó   | Beta         | Josep Manzano      | Gas Gas      | Arnau Farré          | Gas Gas      | [ 44 ] [ 45 ] |
| XXII                      | 2014 | 6-7 des.     | Sant Antoni  | Benoit Dagnicourt | Beta         | Josep Manzano      | Gas Gas      | Thibault Martel      | Sherco       | [ 46 ]        |
| XXIII                     | 2015 | 6-7 des.     | Sant Antoni  | Albert Cabestany  | Sherco       | Asís Roldán        | Sherco       | James R. Duxbury     | JTG          | [ 47 ]        |
| 2016: No disputats        |      |              |              |                   |              |                    |              |                      |              |               |
| XXIV                      | 2017 | 8-7 des.     | Sant Antoni  | Daniel Comas      | Gas Gas      | Ivan Rovira        | Gas Gas      | Asís Roldán          | Montesa      | [ 49 ]        |
| XXV                       | 2018 | 7-8 des.     | Sant Antoni  | Francesc Moret    | Montesa      | Oriol Noguera      | Jotagas      | Arnau Farré          | Jotagas      | [ 50 ] [ 51 ] |
| 2019-2020: No disputats   |      |              |              |                   |              |                    |              |                      |              |               |
| XXVI                      | 2021 | 5-6 des.     | Sant Antoni  | Jeroni Fajardo    | Sherco       | Aniol Gelabert     | Beta         | Gerard Trueba        | Beta         | [ 53 ]        |
| XXVII                     | 2022 | No disputats | No disputats | No disputats      | No disputats | No disputats       | No disputats | No disputats         | No disputats | No disputats  |
| XXVIII                    | 2023 | 8-9 des.     | Sant Antoni  | Mateu Crespí      | TRRS         | Guillem Soler      | TRRS         | Adrián de los Santos | ?            | [ 54 ] [ 55 ] |
| XXIX                      | 2024 | 7-8 des.     | Sant Antoni  | Miquel Gelabert   | Vertigo      | Gerard Trueba      | Beta         | Gil Vila             | Vertigo      | [ 56 ]        |

1. ↑  Edició no competitiva.